# Quinto Celio Honorato
Quinto Celio Honorato (en latín Quintus Caelius Honoratus) fue un senador romano del alto Imperio Romano, que floreció bajo el reinado del emperador Trajano. 

## Carrera
La inscripción en la base de una estatua erigida en Curio en Chipre proporciona información sobre la primera parte de su cursus honorum. Honorato sirvió como legatus de dos gobernadores proconsulares diferentes: el gobernador de Sicilia y el gobernador de Bitinia y Ponto; la inscripción no menciona su elección como pretor, que Terence Mitford data del año 97, pero la finalización de ese cargo era un requisito previo para uno que se menciona, prefectus frumenti dandi, el prefecto responsable de la distribución del alimentos de Roma.
Una vez que Honorato cumplió con su cargo de pretor, fue nombrado procónsul de Chipre, lo que está fechado por una segunda inscripción de Curio para el periodo 101/102. Una tercera inscripción en Curio registra que supervisó la reconstrucción de los baños del Santuario de Apolo en esa ciudad.
Su carrera culminó como cónsul sufecto en el nundinium de julio a agosto de 105 como colega de Gayo Julio Cuadrado Baso, en sustitución del cónsul sufecto Gneo Afranio Dextro, quien había sido asesinado por sus esclavos.